# Tatosoma monoviridisata
Tatosoma monoviridisata là một loài bướm đêm trong họ Geometridae.